# Сорочский сельсовет
Сорочский сельсовет — административная единица на территории Любанского района Минской области Республики Беларусь.
На территории сельского совета находится озеро Вечера, на берегах которого, найдена стоянка древнего человека.

## Состав
Сорочский сельсовет включает 8 населённых пунктов:
- Веречегощ — деревня.
- Озерное — деревня.
- Орлево — деревня.
- Паличное — деревня.
- Редковичи — деревня.
- Сорочи — агрогородок.
- Чеченск — деревня.
- Шипиловичи — деревня.

## Производственная сфера
- СПК «Чырвоная Змена им. К. И. Шаплыко»